# Boomspitsmuistenrek
De boomspitsmuistenrek (Microgale dryas) is een tenrek uit het geslacht Microgale die voorkomt in de regenwouden van het noordoosten van Madagaskar. De naam van dit dier is afgeleid van het Griekse woord δρυας (dryas), bosnimf. De wetenschappelijke naam van de soort werd voor het eerst geldig gepubliceerd door Paulina Jenkins in 1992.

## Kenmerken
De boomspitsmuistenrek is een grote soort. De bovenkant van het lichaam is donkerrood tot grijsbruin, de onderkant grijs. Tussen de haren van de rugvacht zijn lange voelharen te vinden, die afgeplat zijn in het midden van hun lengte, maar rond bij de punt. De voorvoeten zijn grijsbruin aan de bovenkant en aan de onderkant wat lichter, de achtervoeten uitsluitend grijsbruin. Ook de staart is grijs. De kop-romplengte bedraagt 105,5 tot 113,5 mm, de staartlengte 68,0 tot 70,5 mm, de achtervoetlengte 18,1 tot 18,7 mm en het gewicht 38 tot 40 g.

## Voorkomen
Deze soort is bekend van de Réserve Spéciale de Ambatovaky, de typelocatie, en van overblijfselen uit uilenballen in Réserve Spéciale d'Anjanharibe-Sud.